# نيت روبنسون (لاعب كرة قدم أمريكية)
نيت روبنسون (بالإنجليزية: Nate Robinson)‏ هو لاعب كرة قدم أمريكية أمريكي، ولد في 18 يناير 1985 في إيرفينغتون ‏ في الولايات المتحدة.